# NHKみんなのうた 55 アニバーサリー・ベスト 〜日々〜
『NHKみんなのうた 55 アニバーサリー・ベスト 〜日々〜』（エヌエイチケーみんなのうた ごじゅうご アニバーサリー・ベスト ひび）は、2016年4月27日に発売された、NHKの音楽番組『みんなのうた』の放送開始55周年記念ベスト・アルバムのシリーズ。

## 概要
- 本作は、ポニーキャニオンから発売された。
- 規格商品番号は、PCCG-1520。
- ジャケット写真の色は、青。
- ジャケット写真の楽曲映像のアートワークは、以下の通り。
  - 1984年2月・3月放送「おにいちゃんになっちゃった」
  - 1986年6月・7月放送「こぶたのしっぽ」
  - 1992年2月・3月放送「ぼくの目は猫の目」
  - 2013年2月・3月放送「夢待列車」
  - 2013年12月・2014年1月放送「日々」

## 収録曲
- 1.遠い海の記憶 / 石川セリ
- 2.道 / 広谷順子
- 3.大安吉日 / カリフラワー
- 4.わたしのにゃんこ / 矢野顕子
- 5.ロバ ちょっとすねた / アグネス・チャン
- 6.星うらないキラキラ / 中島義実
- 7.おにいちゃんになっちゃった / 若松明、東京放送児童合唱団
- 8.われないタマゴ / 藤本房子
- 9.キャベツUFO / 工藤順子
- 10.カメレオン / シュガー
- 11.赤いサラファン / 研ナオコ
- 12.めいわく団地 / 菊地真美、東京放送児童合唱団
- 13.トタン屋根のワルツ / 工藤順子
- 14.こぶたのしっぽ / シュガー
- 15.ぼくのバレンタインデー / とみたいちろう
- 16.風のオルガン / 工藤順子
- 17.ゆらん ゆろん / 東京放送児童合唱団シニア
- 18.カボチャのおじさん / 三好鉄生、東京放送児童合唱団
- 19.ドッテン・チャールストン / ゆうゆ
- 20.ぼくの目は猫の目 / 忌野清志郎
- 21.菜種時雨 〜natane shigure〜 / 辛島美登里
- 22.わたげのお散歩 / イノトモ
- 23.夢待列車 / 城南海
- 24.日々 / 吉田山田
- 25.ムクロジの木 / ダイアモンド☆ユカイ